# Eä
Eä J. R. R. Tolkien angol író és nyelvész által teremtett és regényeiben (A szilmarilok, A hobbit, A Gyűrűk Ura, Húrin gyermekei) ábrázolt fiktív és mitikus univerzumban a Világegyetem neve quenya nyelven, mint az Ainuk víziójának megvalósulása, akik „a kis királyság”-nak nevezték (ez arra a tényre utal, hogy Eru Ilúvatar (Isten) elméjében minden alkotás, amit az emberek felfoghatnak valójában csak egy kicsiny dolog).
A Szilmarilok szövegében található értelmezés szerint a szó a quenya létige (lenni) felszólító módú alakja, melynek megfelelőjét a világot teremtő monoteisztikus isten, Ilúvatar használta annak létrehozására, tehát annyit jelent: „legyen”. Ez utal a bibliai teremtéstörténetre is, ahol a teremtő szintén felszólította a világot és részeit megteremtődésre: például „Legyen világosság”. 
Mint megvalósult (vagy megvalósuló) aktualitás, az Ea szó azonban annyit tesz: „Ami Van”, szemben a Világegyetem(en is túli Világegyetem, „a Világ túlja”) részint csakis Ilúvatar által ismert, részint anyagilag nem realizált részeivel (mint például a Külső Sötétség, az a nemlét, ahová a gonosz valát, Melkort zárták, illetve az Időtlenség Csarnokai, ahol Ilúvatar és az ainuk lakoznak).